# إيرنيستو روسي
إيرنيستو روسي (بالإنجليزية: Ernesto Rossi)‏ (و. 1827 – 1896 م) هو ممثل، وممثل مسرحي، من مملكة إيطاليا، ولد في ليفورنو، توفي في بسكارا، عن عمر يناهز 69 عاماً.

## روابط خارجية
- إيرنيستو روسي على موقع الموسوعة البريطانية (الإنجليزية)